# Al Killian
Albert Killian (Birmingham, Alabama, 15 de octubre de 1916 - Los Ángeles, California, 5 de septiembre de 1950) fue un trompetista estadounidense de jazz.

## Trayectoria
Inicia su carrera profesional a mediados de los años 1930, muy joven aún, y realiza su primera gira internacional con la orquesta de Baron Lee, en 1937. Después toca con Teddy Hill, Don Redman y, desde 1940, con Count Basie. En 1943, toca en la big band de Charlie Barnet, aunque después regresará un año más con Basie. Vuelve a la banda de Barnet, a partir de 1945, simultaneando su trabajo en ella con actuaciones junto a Lionel Hampton y con su propio grupo. También participará en las sesiones del JATP (1946), y trabajó en los últimos años de la década con Billy Eckstine, Boyd Raeburn y Duke Ellington.
Tras dejar la banda de Ellington, se traslada a California, donde muere como consecuencia de un golpe propinado, al parecer, por una confusión de identidades.

## Estilo
Killian era un especialista en los sobreagudos de su instrumento, muy apreciado en el mundo de las big bands, aunque nunca destacó por su capacidad improvisadora.